# Athanase Seromba
Athanase Seromba (ur. 1963 w Rutsiro, w Rwandzie) − rwandyjski duchowny Kościoła katolickiego i zbrodniarz przeciwko ludzkości skazany przez Międzynarodowy Trybunał Sprawiedliwości za zbrodnie w trakcie ludobójstwa w Rwandzie.

## Życiorys
Podczas ludobójstwa wikariusz parafii Nyange w prefekturze Kibuye. Wziął aktywny udział w zajściach z dnia 16 kwietnia 1994, podczas których milicje Hutu zburzyły kościół wraz z około 1500-2000 chroniących się w nim Tutsi a następnie wymordowały niedobitków. Trybunał ustalił, że Seromba był na
miejscu w trakcie zajść, uniemożliwiał Tutsim poszukiwanie pożywienia i wypychał szukających schronienia z obszaru prezbiterium. Wielokrotnie brał udział w spotkaniach z władzami miejskimi i zaakceptował ich decyzję o zburzeniu kościoła a nawet wskazał kierowcy buldożera najsłabszy punkt budynku.
Po zajściach, dzięki pomocy mnichów Seromba przeniósł się do Włoch i w 1997 roku pojawił się pod zmienionym nazwiskiem Atanasio Sumba Bura w parafii Św. Marcina we Florencji. Posługiwał tam jako proboszcz do roku 1999, kiedy został rozpoznany przez organizację pozarządową tropiącą rwandyjskich zbrodniarzy. Seromba został przeniesiony do parafii San Mauro w Signie, gdzie służył jeszcze dwa lata. 8 czerwca 2001 roku prokurator Międzynarodowego Trybunału Karnego dla Rwandy oskarżył go o zbrodnię przeciwko ludzkości − ludobójstwo. Po miesiącu wystawiony został nakaz aresztowania, którego Włochy nie uznały, twierdząc że nie posiadają przepisów regulujących współpracę z Trybunałem. 7 lutego 2002 roku Seromba sam poddał się Trybunałowi.

## Proces
8 czerwca 2001 roku (jeszcze przed oddaniem się Seromby w ręce sprawiedliwości) prokurator Międzynarodowego Trybunału Karnego dla Rwandy Carla Del Ponte oskarżyła kapłana o ludobójstwo bądź pomoc w ludobójstwie, współsprawstwo ludobójstwa oraz eksterminację rozumianą jako zbrodnię przeciwko ludzkości. Seromba nie przyznał się do stawianych mu zarzutów, twierdząc, że podejmował wysiłki mające na celu uniknięcie masakry, ale mimo tego nie był w stanie powstrzymać zburzenia kościoła.
Wiele zeznań świadków było sprzecznych i jako takie zostały uznane przez Trybunał za niewiarygodne. W szczególności, za wiarygodne ponad wszelką wątpliwość nie zostały uznane zeznania jakoby Seromba zwabił szukających schronienia Tutsich do kościoła, nakazał zamknięcie drzwi kościoła kiedy milicje Interhamwe atakowały znajdujących się wewnątrz ludzi oraz że pomysł zburzenia budynku wyszedł od niego samego.
27 czerwca 2006 roku prokurator MTKR wygłosił mowę końcową wnioskując o dożywocie dla Seromby. 13 grudnia tego samego roku sędzia Trybunału uznał go za winnego pomocy w ludobójstwie, które uznał za zbrodnię przeciwko ludzkości, oczyścił go jednak z zarzutu współsprawstwa. Kapłan skazany został na 15 lat więzienia.
Po 9 dniach, 22 grudnia, prokurator złożył apelację od tego wyroku, podważając uniewinnienie oskarżonego od planowania, zlecenia i sprawstwa ludobójstwa. Również Seromba wniósł apelację odnośnie do przypisanych mu zbrodni oraz wymiaru kary. 12 marca 2008 roku izba apelacyjna Trybunału ponownie rozpoznała sprawę i uznała Athanase Serombę za winnego bezpośredniego udziału i sprawstwa zbrodni przeciwko ludzkości i skazała go na karę dożywotniego pozbawienia wolności.

## Odbywanie kary
Seromba początkowo odbywał karę w więzieniu ONZ mieszczącym się przy siedzibie Trybunału w Aruszy w Tanzanii. 27 czerwca 2009 roku, decyzją szefa Międzynarodowego Trybunału Karnego dla Rwandy, Athanase Seromba został przeniesiony do więzenia w Kotonu w Beninie, celem odbycia reszty kary.